# 塔耶特
塔耶特（法語：Taillette，法語發音：[tajɛt]）是法國阿登省沙勒维尔-梅济耶尔区的一个市镇，位於該省北部，是索爾莫訥河的發源地。

## 地理
塔耶特（49°55'50"N, 4°29'11"E）面积15.25 平方千米，位于法国大東部大區阿登省，该省份为法国北部内陆省份，西接埃纳省，南至马恩省，东临默兹省，北与比利时接壤。
与塔耶特接壤的市镇（或旧市镇、城区）包括：埃泰尼耶尔、盖多叙、莫贝尔方丹、勒尼奥韦、罗克鲁瓦、塞维尼拉福雷。
塔耶特的时区为UTC+01:00、UTC+02:00（夏令时）。

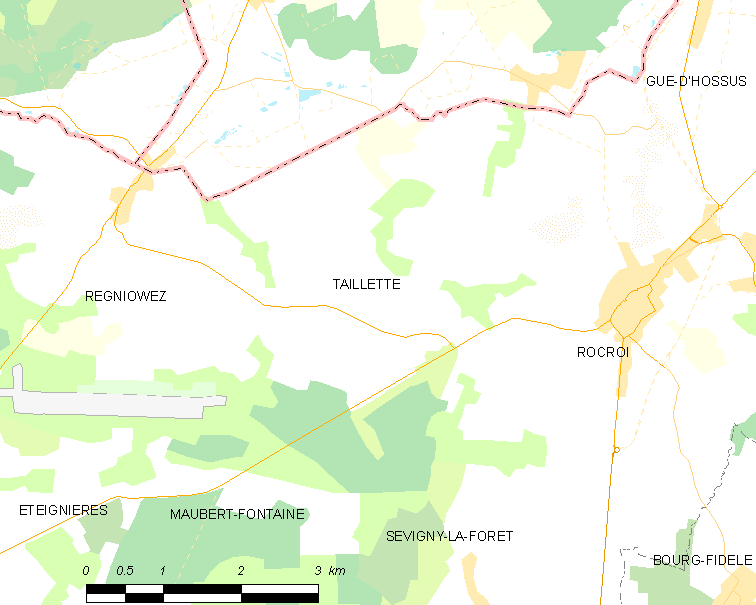
塔耶特的OSM定位图

## 行政
塔耶特的邮政编码为08230，INSEE市镇编码为08436。

## 政治
塔耶特所属的省级选区为罗克鲁瓦县。

## 人口

1962-2008年间塔耶特人口变化图示

塔耶特于2022年1月1日时的人口数量为405人。